# Giếng bậc thang

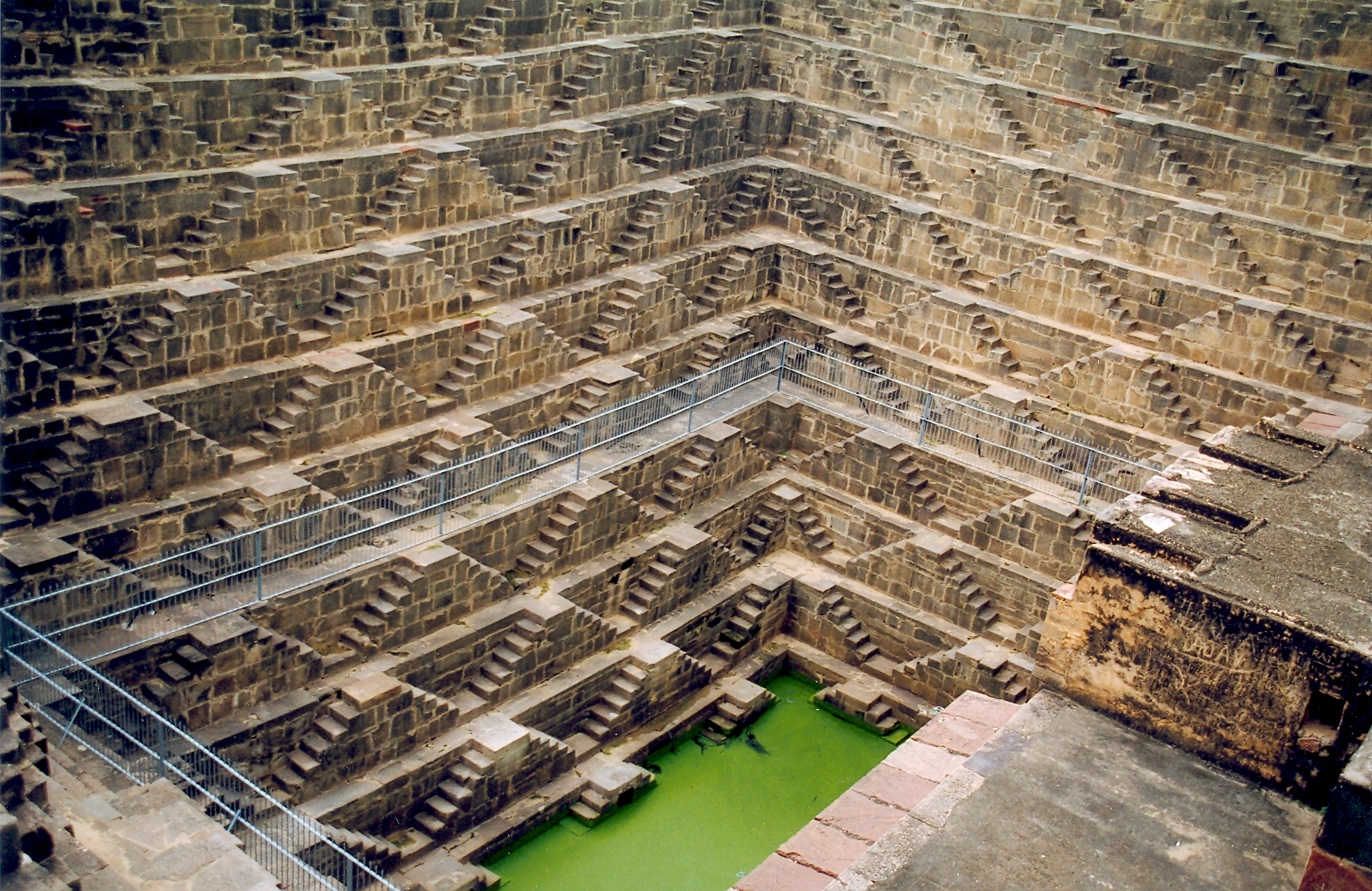
Chand Baori, ở làng Abhaneri gần Bandikui, Rajasthan, là một trong những giếng bậc thang sâu nhất và lớn nhất ở Ấn Độ

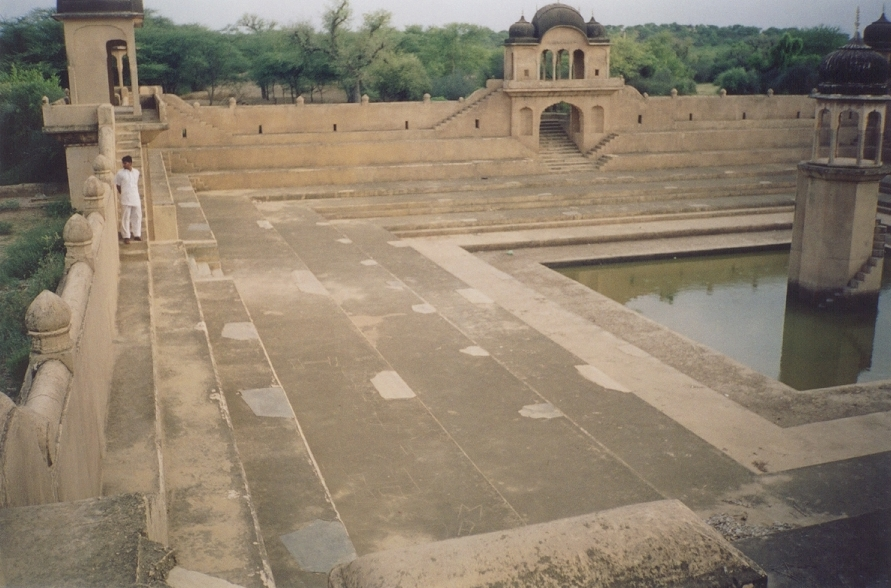
Quang cảnh một giếng bậc thang tại Fatehpur, Shekhawati

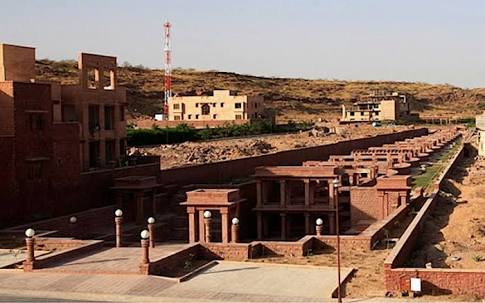
Birkha Bawari, quang cảnh của một giếng bậc thang ở Jodhpur

Giếng bậc thang là giếng hoặc ao trong đó chứa nước theo cách giảm dần từng bậc so với mực nước. Chúng có thể có nhiều tầng với một con bò kéo quay guồng nước để lấy nước giếng lên tầng một hoặc hai. Giếng phổ biến nhất ở miền tây Ấn Độ và cũng xuất hiện ở các khu vực khác khô cằn hơn của tiểu lục địa Ấn Độ, kéo dài đến Pakistan. Xây dựng các giếng bậc thang chủ yếu mang tính thiết thực, mặc dù chúng có thể bao gồm các phần trang trí có ý nghĩa kiến trúc và là bể chứa trong đền thờ.
Giếng bậc thang là ví dụ về nhiều loại kho dự trữ và bể tưới đã được phát triển ở Ấn Độ, chủ yếu để đối phó với sự biến động nguồn nước sẵn có theo mùa. Một điểm khác biệt cơ bản giữa giếng bậc thang với các loại bể chứa và giếng khác là nó bậc giúp mọi người dễ dàng tiếp cận nguồn nước ngầm để duy trì và quản lý giếng.
Người xây dựng đã đào những rãnh sâu trong lòng đất để có nguồn nước ngầm quanh năm đáng tin dùng. Họ lót tường quanh các con hào bằng những khối đá, không có vữa và tạo ra những bậc thang dẫn xuống mặt nước. Phần lớn các giếng bậc giang còn tồn tại theo ban đầu phục vụ cho mục đích rảnh rỗi cũng như cung cấp nước. Điều này là do phần đáy giếng giúp giảm nhiệt ban ngày và sẽ gia tăng nếu giếng được che phủ. Giếng bậc thang cũng là nơi tổ chức tụ họp xã hội và nghi lễ tôn giáo.  Thông thường, phụ nữ gắn liền với những giếng này hơn vì họ là người lấy nước. Ngoài ra, chính họ là những người đã cầu nguyện và dâng lên vật phẩm cho nữ thần giếng để được ban phước lành. Điều này dẫn đến việc xây dựng một số đặc điểm kiến trúc và trang trí quan trọng, thường được kết hợp với nhà ở và trong khu vực đô thị. Nó cũng đảm bảo tồn tại như di tích lịch sử.
Giếng bậc thang thường bao gồm hai phần: một trục thẳng đứng để từ đó nước được hút ra và các lối đi, buồng và bậc thang nằm nghiêng xung quanh cung cấp lối vào giếng. Các phòng trưng bày và buồng xung quanh những giếng này thường được chạm khắc tỉ mỉ với các chi tiết tinh xảo và trở thành nơi nghỉ dưỡng yên tĩnh, mát mẻ trong mùa hè nóng bức.

## Tên
Một số tên riêng biệt, đôi khi là tên địa phương, vẫn tồn tại dùng để gọi giếng bậc thang. Ở các vùng nói tiếng Hindi, chúng được đặt tên theo gốc từ baudi (bao gồm cả bawdi (tiếng Rajasthani: बावड़ी ), bawri, baoli, bavadi và bavdi). Trong ngôn ngữ Gujarati và Marwari, chúng thường được gọi là vav hoặc vaav (tiếng Gujarat: વાવ). Các tên khác bao gồm kalyani hoặc pushkarani (tiếng Kannada), baoli (tiếng Hindi: बावली) và barav (tiếng Marathi: बारव).

## Lịch sử

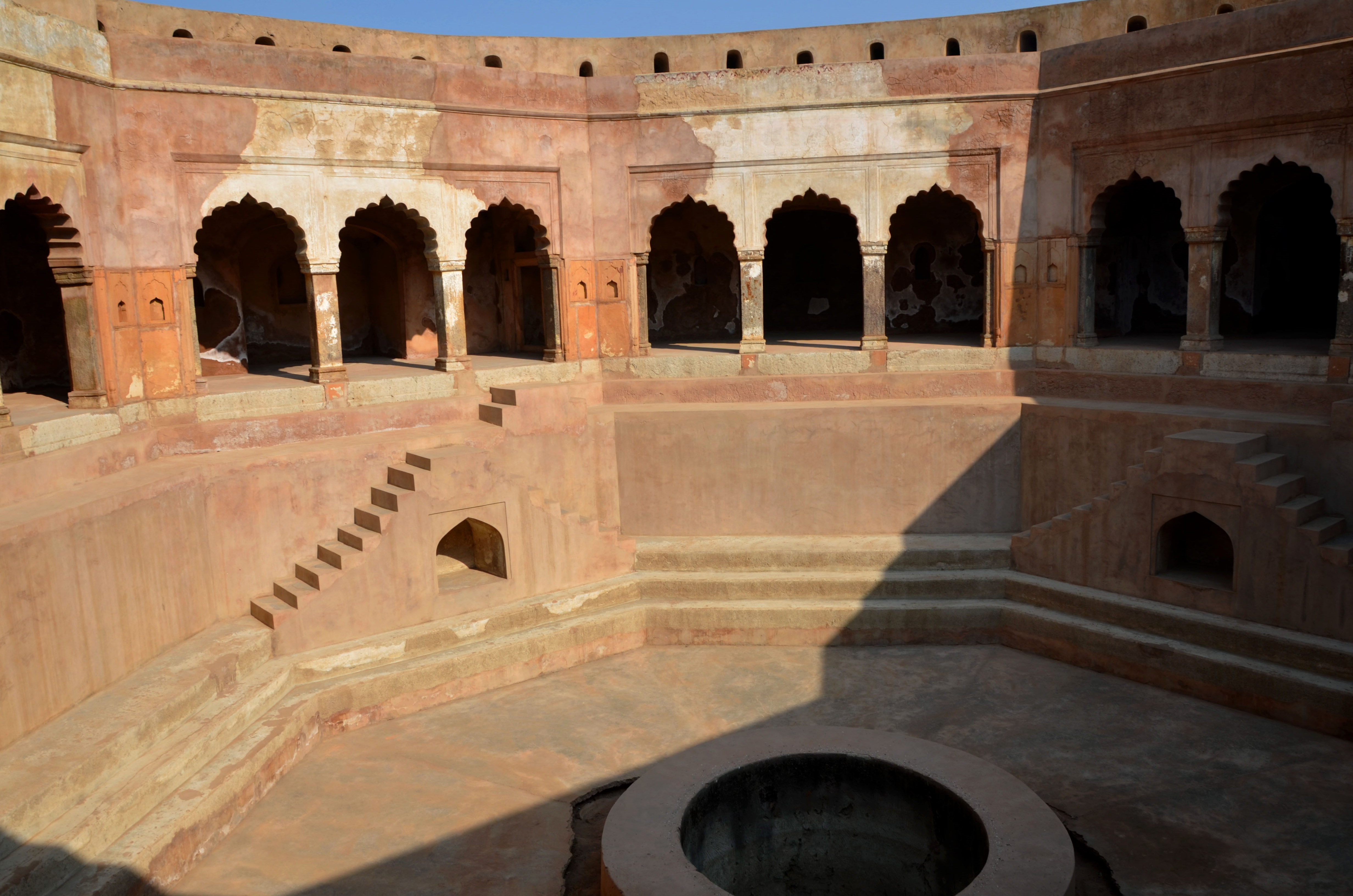
Baoli Ghaus Ali Shah thế kỷ 18, ở Farrukhnagar, Haryana

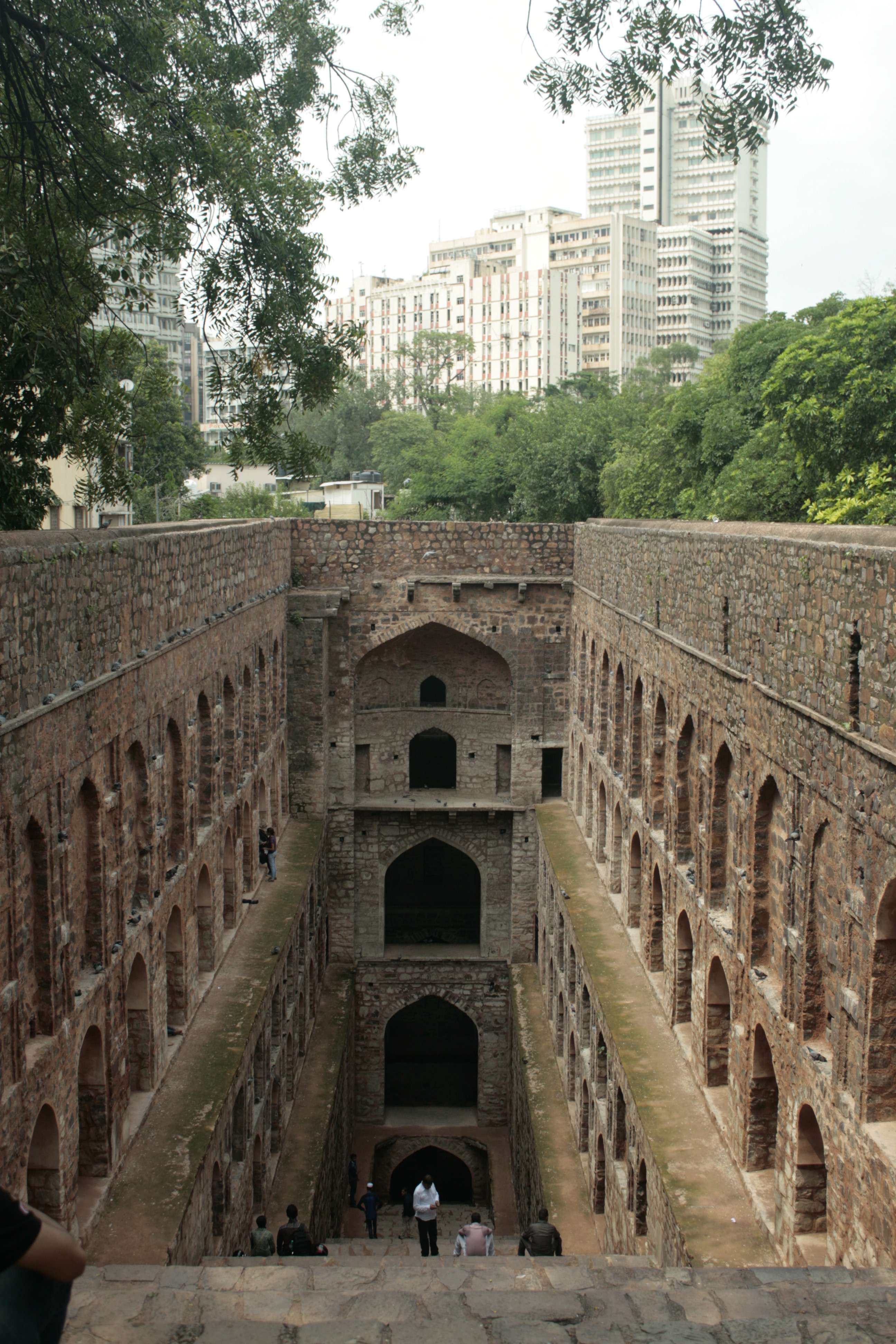
Agrasen Ki Baoli tại New Delhi

Giếng bậc thang có thể khởi đầu với mục đích đảm bảo nguồn nước trong kỳ hạn hán. Bằng chứng khảo cổ học sớm nhất về giếng được xây với bậc thang để tiếp cận chúng tìm ra tại Dholavira trong khi địa điểm này cũng có các bể chứa hoặc hồ chứa nước cũng được xây với bậc thang. Bồn tắm lớn của Mohenjo Daro cũng được xây với bậc thang theo các hướng ngược nhau. Văn bia của Ashoka đề cập đến việc xây dựng giếng bậc thang dọc theo các tuyến đường lớn của Ấn Độ với khoảng cách 8 kos để thuận tiện cho du khách, nhưng Ashoka nói rằng đó là một tập tục đã có từ trước ông và cũng được các vị vua thực hiện trước đây.
Vua Devanampriya Priyadarsin nói như vậy. Trên các tuyến đường, những cây đa do ta trồng, (để) có thể đem đến bóng mát cho đàn gia súc và người dân, (và) những lùm xoài được trồng nên. Và (theo khoảng không giang) giếng 8 kos do ta đào, cùng các bậc thang (để bước xuống nước) đã được xây dựng. Lượng lớn điểm uống nước đã được ta lập ra, ở đây và ở đó, cho đàn gia súc và người dân vui vẻ sum vầy. [Nhưng] cái được gọi là vui vẻ này [ít hệ quả]. Vì với nhiều tiện nghi khác nhau, dân chúng đã được cả các vị vua trước đây lẫn chính ta ban phước lành. Nhưng với ta, điều này được thực hiện vì mục đích sau: để họ có thể tuân theo thông lệ đạo đức.— Cột Chỉ dụ Ashoka số No 7
Những giếng bậc thang cắt bằng đá đầu tiên ở Ấn Độ có niên đại từ năm 200-400 Công nguyên. Ví dụ sớm nhất về một cái ao giống như bồn tắm có thể đạt kích thước bằng giếng bậc thang tìm được tại hang động Uperkot ở Junagadh. Những hang động này có niên đại vào thế kỷ thứ 4. Navghan Kuvo, một cái giếng bậc thang tròn ở vùng lân cận, là một ví dụ khác. Nó có thể được xây dựng vào thời Satrap miền tây  (200-400 CN) hoặc Maitraka (600-700 CN), mặc dù một số nguồn cho rằng nó được xây dựng vào thế kỷ 11. Adi Kadi ni Vav gần đó được xây dựng vào nửa sau của thế kỷ 10 hoặc thế kỷ 15.
Những giếng bậc thang tại Dhank ở quận Rajkot có niên đại 550-625 Công nguyên. Các ao bậc thang ở Bhinmal (850-950 SCN) được xây về sau nó. Giếng bậc thang được xây dựng ở khu vực tây nam Gujarat vào khoảng năm 600 Công nguyên; từ đó chúng mở rộng về phía bắc đến Rajasthan và sau đó là miền bắc và tây Ấn Độ. Ban đầu được những tín hữu Ấn Độ giáo sử dụng như một loại hình nghệ thuật, việc xây dựng những giếng bậc thang này đã đạt đến đỉnh cao trong thời kỳ cai trị của Hồi giáo từ thế kỷ 11 đến thế kỷ 16.
Một trong những ví dụ sớm nhất hiện có về giếng bậc thang được xây dựng vào thế kỷ 11 ở Gujarat, giếng bậc thang của Mata Bhavani. Một dãy bậc thang dài dẫn đến mặt nước bên dưới một chuỗi tầng gác mở các lều rạp được bố trí dọc theo trục đông/tây. Việc trang trí các cột, giá đỡ và dầm cầu kỳ là một ví dụ điển hình cho thấy giếng bậc thang đã được sử dụng như một loại hình nghệ thuật.
Các hoàng đế Mughal đã không phá vỡ văn hóa được thực hiện trong những chiếc giếng này và khuyến khích xây dựng nhiều giếng hơn. Các nhà cầm quyền trong thời Raj thuộc Anh nhận thấy việc vệ sinh giếng bậc thang kém hơn mong muốn và đã lắp đặt hệ thống ống và máy bơm để thay thế mục đích của chúng.

## Ý nghĩa
Giếng bậc thang đảm bảo cung cấp nước trong thời kỳ hạn hán. Các giếng có ý nghĩa xã hội, văn hóa và tôn giáo. Những giếng bậc thang này đã được chứng minh là những cấu trúc được xây dựng chắc chắn, sau khi chịu được động đất.

## Họa tiết
Nhiều giếng bậc thang được trang trí và họa tiết cầu kỳ như những đền thờ Ấn Độ giáo. Các tỷ lệ liên quan với cơ thể con người đã được sử dụng trong thiết kế giếng, giống như nhiều cấu trúc khác trong kiến trúc Ấn Độ.

## Ở Ấn Độ
Một số giếng bậc thang còn sót lại có thể tìm được trên khắp Ấn Độ, bao gồm ở Rajasthan, Gujarat, Delhi, Madhya Pradesh, Maharashtra và Bắc Karnataka (Karnataka). Năm 2016, một dự án lập bản đồ hợp tác, Stepwell Atlas, bắt đầu lập bản đồ tọa độ GPS và đối chiếu thông tin với giếng bậc thang. Hơn 2800 giếng bậc thang cho đến nay đã được lập bản đồ. Trong cuốn sách Di sản Delhi: Top 10 Baolis, Vikramjit Singh Rooprai đề cập rằng chỉ riêng Delhi đã có 32 giếng bậc thang. Trong số này, 16 giếng mất, nhưng có thể lần ra vị trí của chúng. Trong số 16 giếng còn lại, chỉ có 14 giếng là có thể tiếp cận công khai và mực nước tại đây liên tiếp thay đổi, trong khi ba cái hiện đã khô vĩnh viễn.
Giếng bậc thang đáng kể bao gồm:

Hình ảnh những chiếc giếng Tại Ấn Độ
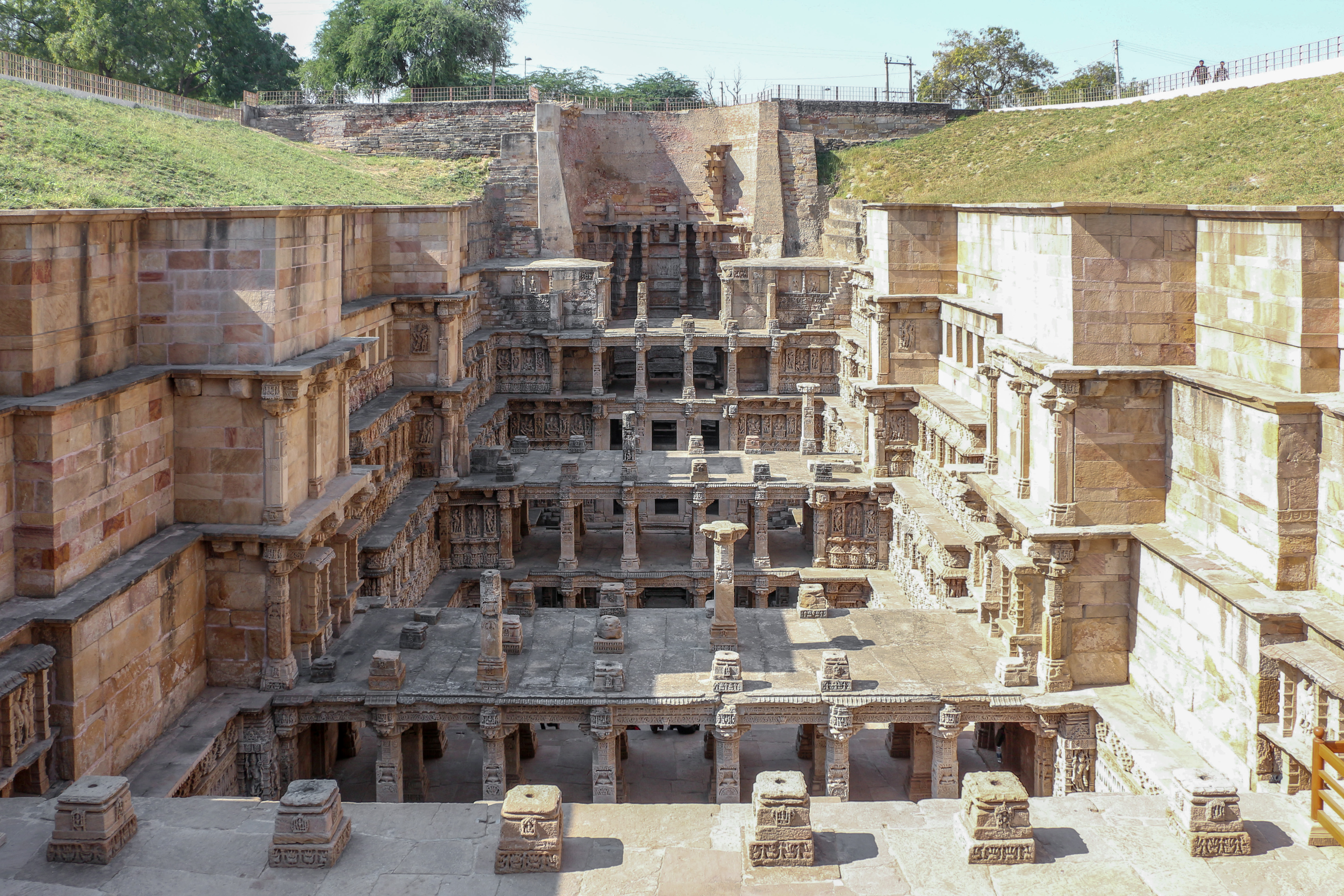
Giếng Rani ki vav, Patan, Gujarat
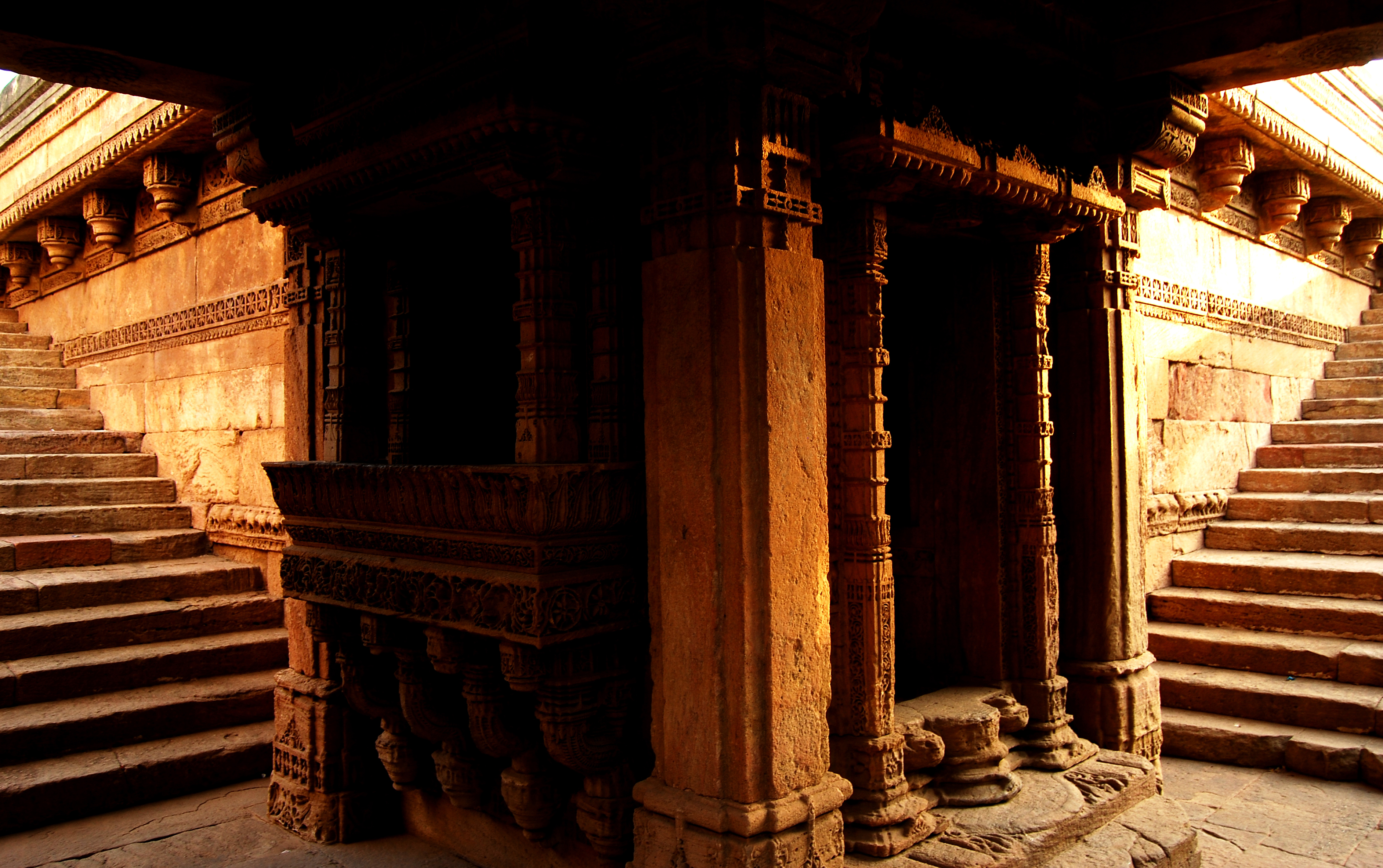
Giếng bậc thang Rudabai hoặc Adalaj ni Vav tại Adalaj, Gandhinagar, Gujarat
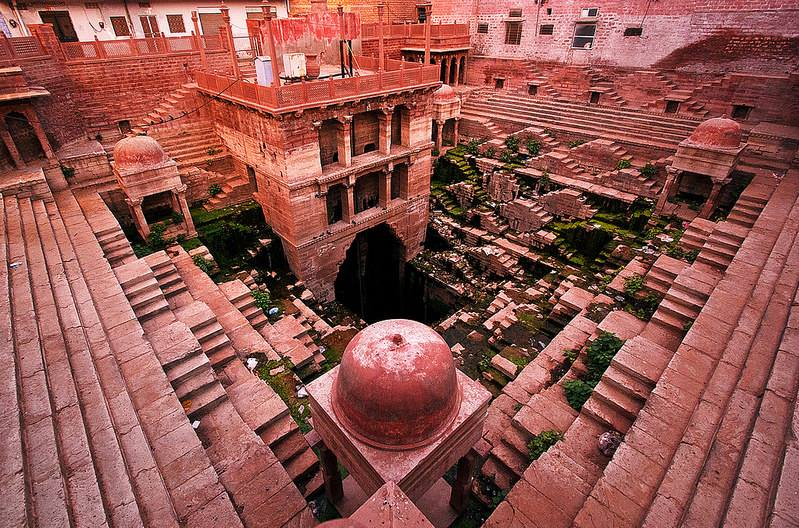
Mahila Bagh Jhalra, giếng bậc thang, Jodhpur
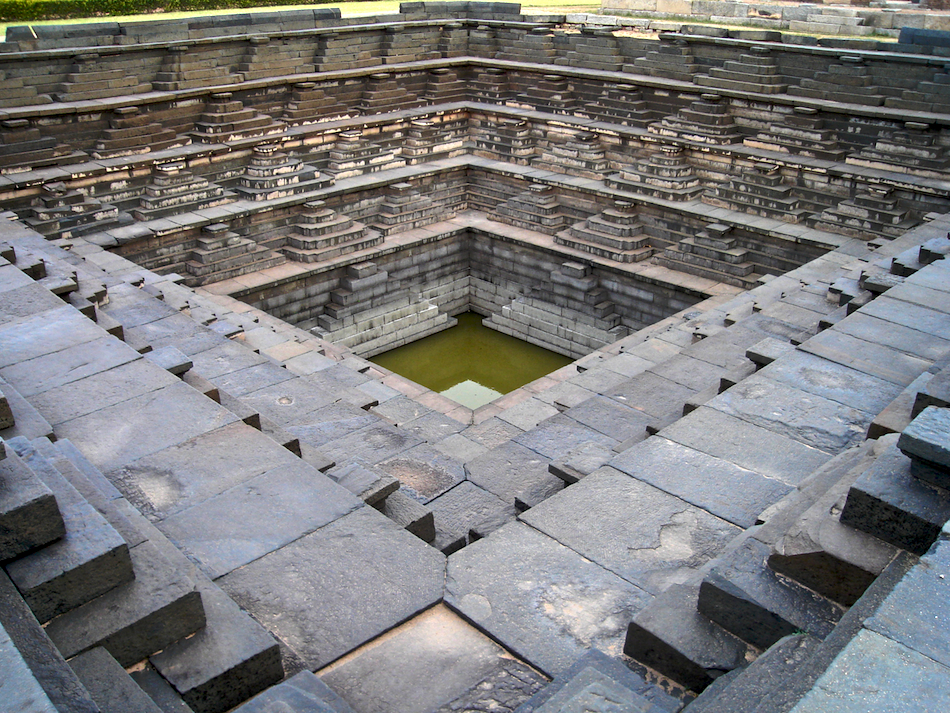
Giếng bậc thang, Hampi
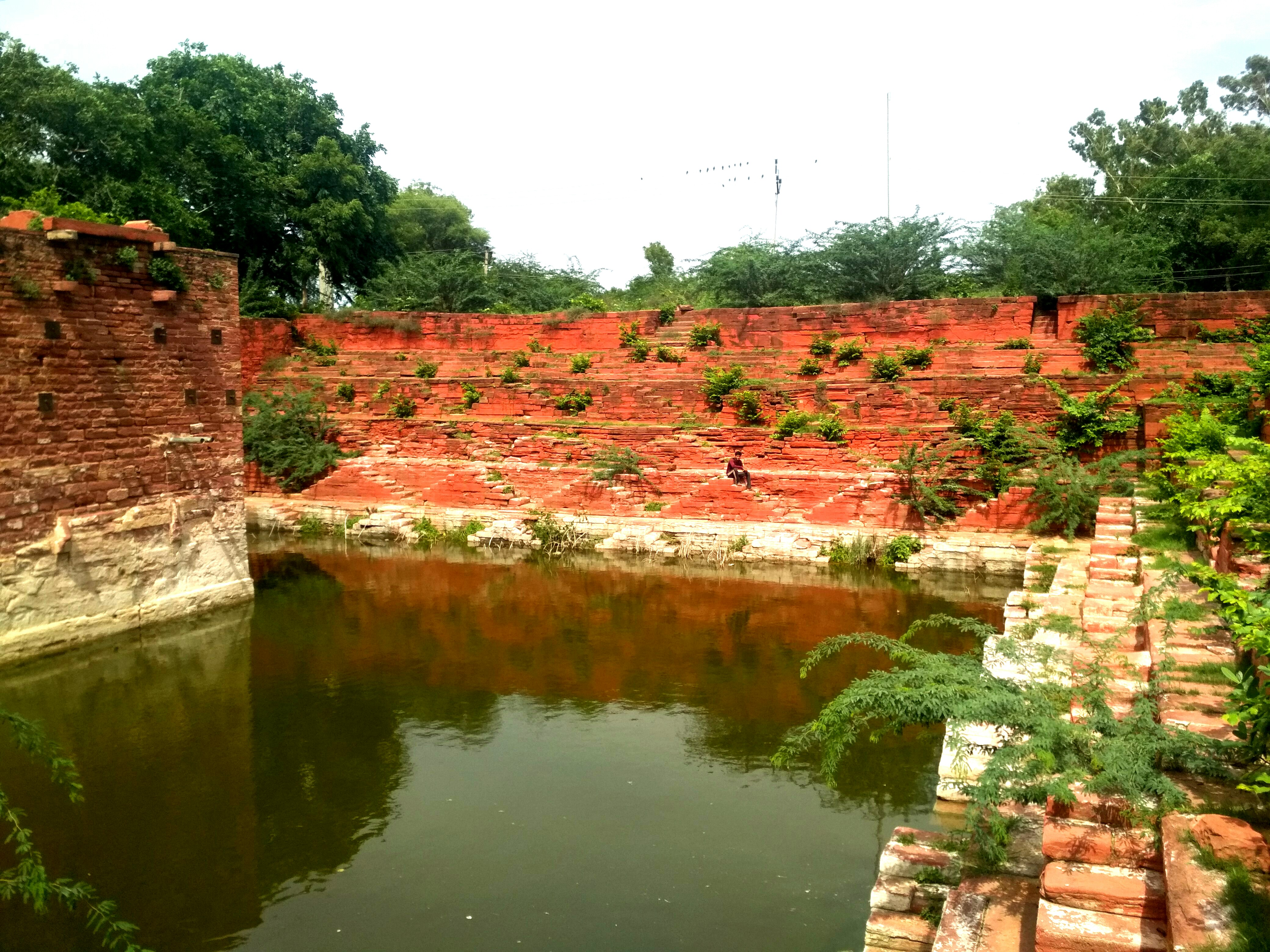
Jachcha Ki Baori tại Hindaun, Rajasthan

- Agrasen ki Baoli, New Delhi
- Rajon ki baoli, New Delhi
- Chand Baori ở Abhaneri gần Jaipur, Rajasthan
- Rani ki vav tại Patan, Gujarat
- Adalaj ni Vav tại Adalaj, Gandhinagar, Gujarat
- Dada Harir Stepwell, Ahmedbad
- Navghan Kuvo và Adi Kadi vav, Pháo đài Uparkot, Junagadh
- Toor Ji Ki Baori, Jodhpur
- Birkha Bawari, Jodhpur
- Shahi Baoli, Lucknow
- Raniji ki Baori ở Bundi, Rajasthan; Bundi có hơn 60 baolis trong và xung quanh thị trấn.
- Panna Meena ka Kund, Amer, Ấn Độ
- Udoji ki Baori, Mandholi, Rajasthan
- Kalyani, Hulikere
- Đền Bhoga Nandeeshwara, Karnataka
- Đền Sree Peralassery, Kerala [11]

## Ở Pakistan
Những giếng bậc thang từ thời Mughal vẫn tồn tại ở Pakistan. Một số ở trong điều kiện bảo quản trong khi số khác thì không.
- Pháo đài Rohtas, gần Jhelum
- Wan Bhachran, gần Mianwali
- Losar Baoli, gần Islamabad
- Losar Baoli, Sher Shah Park Wah Cantt
- Makli Baoli, gần Thatta

## Ao bậc thang

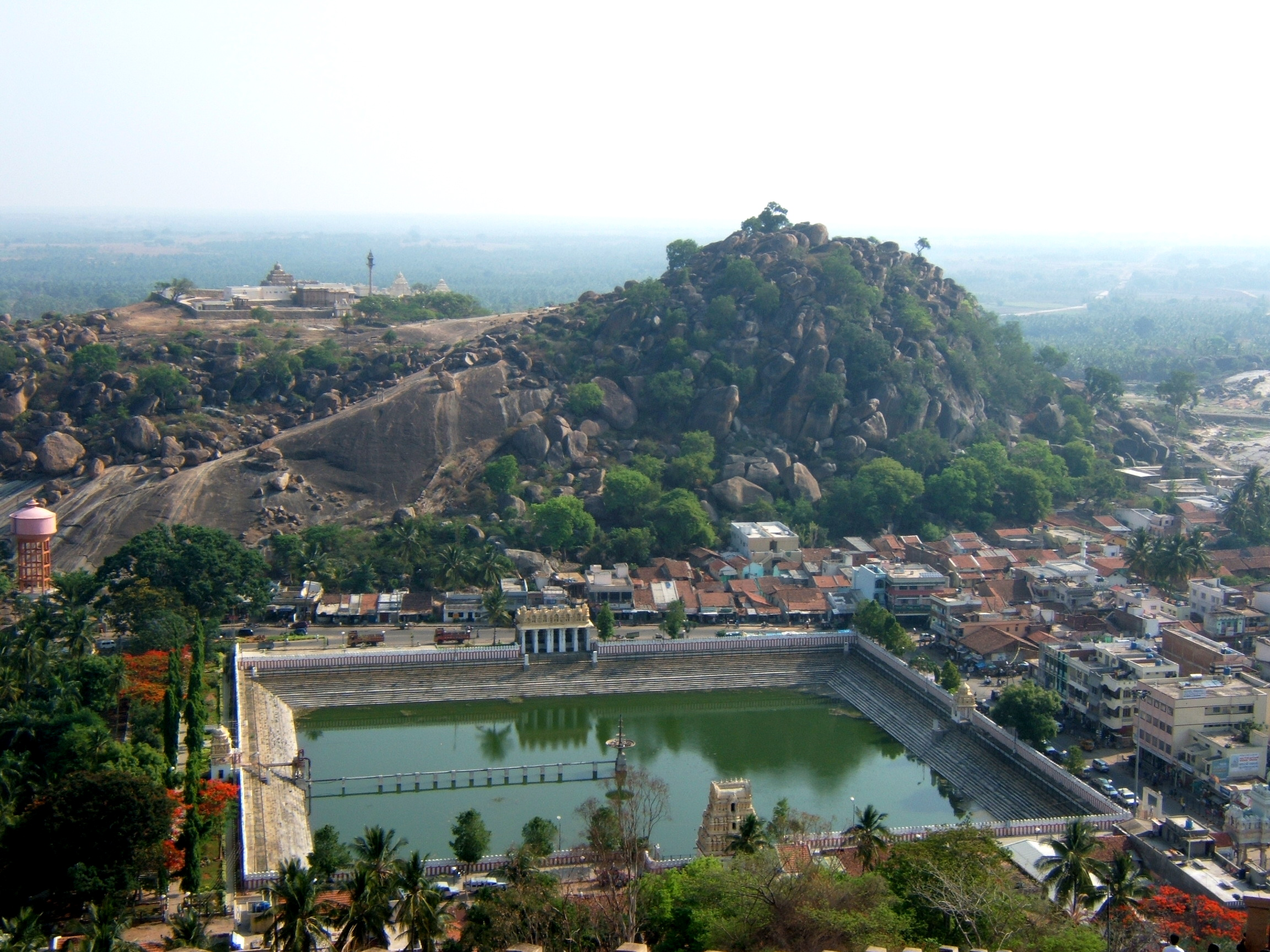
Ao bậc thang Shravanabelagola, Karnataka

Ao bậc thang rất giống với giếng bậc thang về mục đích nhưng điều quan trọng là phải nhận ra sự khác biệt giữa hai loại cấu trúc này. Nhìn chung, ao bậc thang đi kèm với các đền thờ gần đó trong khi giếng bậc thang bị cô lập hơn. Ngoài ra, giếng bậc thang tối và hầu như không nhìn thấy từ bề mặt, trong khi ao bậc thang được ánh sáng mặt trời chiếu rọi. Ngoài ra, giếng bậc thang có thiết kế khá tuyến tính so với hình dạng chữ nhật của ao bậc thang.

## Ảnh hưởng

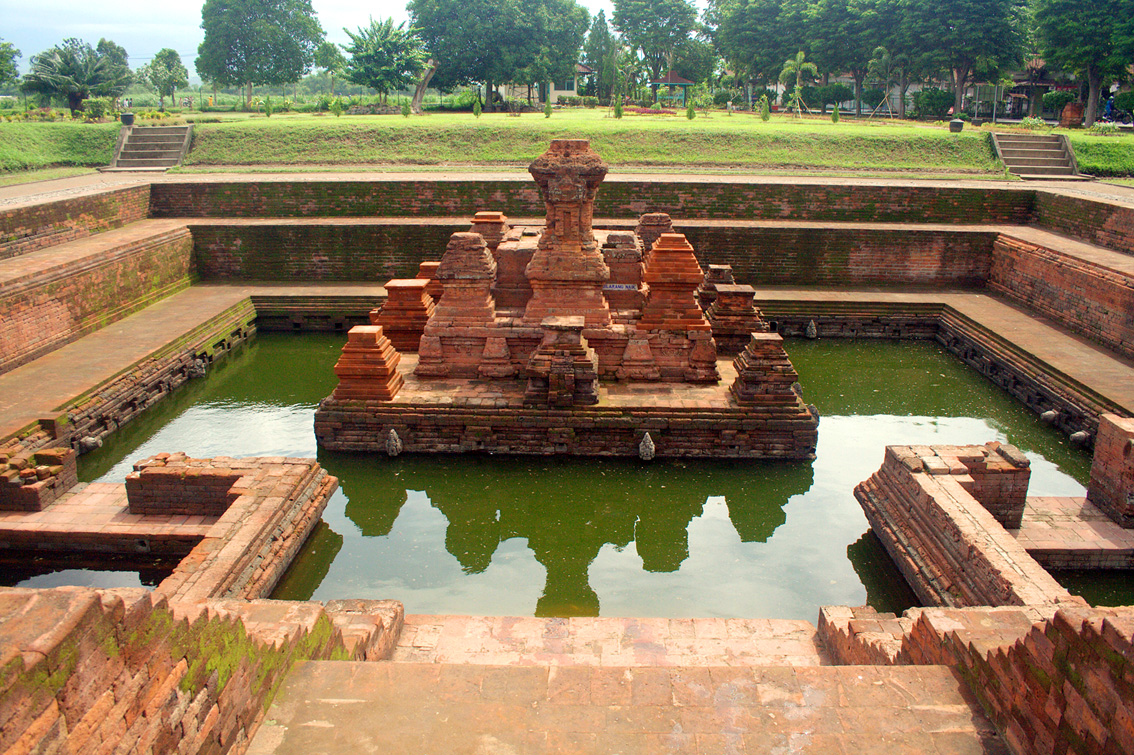
Candi Tikus, địa điểm tắm và giếng bậc thang từ thế kỷ 14 ở thủ đô đế chế Majapahit, Công viên khảo cổ Trowulan, Đông Java, Indonesia

Giếng bậc thang ảnh hưởng đến nhiều cấu trúc khác trong kiến trúc Ấn Độ, đặc biệt là những công trình kết hợp nước vào thiết kế của chúng. Ví dụ, Aram Bagh ở Agra là khu vườn Mughal đầu tiên ở Ấn Độ. Nó được hoàng đế Babur của Mughal thiết kế và phản ánh quan niệm của ông về thiên đường không chỉ thông qua nước và cảnh quan mà còn thông qua sự đối xứng bằng cách bao gồm một hồ bơi phản chiếu trong thiết kế. Ông được truyền cảm hứng từ giếng bậc thang và cảm thấy rằng sẽ tuyệt vời khi hoàng thành khu vườn trong cung điện của ông. Nhiều khu vườn Mughal khác bao gồm hồ bơi phản chiếu để nâng tầm cảnh quan hoặc phục vụ như một lối vào tao nhã. Các khu vườn đáng chú ý khác ở Ấn Độ kết hợp nước vào thiết kế bao gồm:
- Lăng mộ Humayun, Nizamuddin East, Delhi
- Taj Mahal, Agra
- Mehtab Bagh, Agra
- Lăng mộ Safdarjung
- Shalimar Bagh (Srinagar), Jammu và Kashmir
- Vườn Nishat, Jammu và Kashmir
- Vườn Yadvindra, Pinjore
- Khusro Bagh, Allahabad
- Roshanara Bagh